# Людвіґ Гоффманн фон Румерштайн
Брат Людвіґ Гоффманн фон Румерштайн (нім. Ludwig Hoffmann von Rumerstein; 21 січня 1937, Інсбрук, Австрія — 13 грудня 2022) — австрійський правник, великий командор та тимчасово виконуючий обов'язки лейтенанта Суверенного військового Ордену Госпітальєрів Святого Івана Єрусалимського, лицарів Родосу і Мальти.

## Життєпис
Народився у сім'ї Ернста Гоффмана фон Румерштейна та його дружини баронеси Пії Ріккабон фон Райхенфельс. Хрещений під ім'ям Людвіґ Франц Ксавер Іренеус Йозеф Петер Раймунд Марія.
Вивчав право в Інсбруцькому університеті, який закінчив у 1962 році. Потім вивчав філософію у Папському Григоріанському університеті. Після проходження військової служби працював правником в Інсбруці у 1970 — 2002 роках.

## Мальтійський орден
Людвіґ Гоффманн фон Румерштайн почав працювати як волонтер з Суверенним військовим Мальтійським орденом. У 1968 році він став одним із засновників австрійського добровольчого корпусу Ордена в Північному Тіролі. 1970 року вступив в Орден як лицар правосуддя. 
З 1971 по 1979 рік він керував групою добровольців Ордена в Інсбруку, а з 1979 по 1986 рік був членом ради директорів Мальтійського госпіталю в Австрії.
У 1984 році прийняв обітницю ордена. У тому ж році був обраний Генеральною Капітулою членом Суверенного ради Ордена. З 1994 по 2004 рік був Великим командором Ордена. У 2014 році був переобраний Великим командором Ордена.
28 січня 2017 року Суверенна Рада Мальтійського Ордену, в Палаццо Маджістрале у Римі, прийняла відставку Великого Магістра Брата Метью Фестінґа, а тимчасово виконуючим обов'язки лейтенанта (місцеблюстителя) став Великий Комендант Брат Людвіґ Гоффман фон-Румерштайн, який призначений очолювати Орден до обрання нового Великого Магістра. Тимчасово виконував обов'язки лейтенанта до 29 квітня 2017 року, коли було обрано нового великого магістра.

## Нагороди та відзнаки
- Суверенний військовий Орден Госпітальєрів Святого Івана Єрусалимського, лицарів Родосу і Мальти (лицар правосуддя, великий командор)
- Велика почесна зірка «За заслуги перед Австрійською Республікою» (1989, 1994)
- Великий офіцер Ордена «За заслуги перед Італійською Республікою» (22 травня 1990)[5]
- Кавалер Великого хреста Ордена «За заслуги перед Італійською Республікою» (9 грудня 1994)[6]
- Орден Подвійного білого хреста 2-го класу (1998)
- Почесний Компаньон з Зіркою Ордена Заслуг Мальти (2000)
- Лицар Великого Хреста Ордена Заслуг Угорщини (2009)
- Лицар Великого офіцерського хреста Орден Зірки Румунії (2016)[7]
- Лицар Великого командорського хреста Ордена Великого князя Литовського Гедиміна (1999)
- Великий офіцер Ордена Почесного легіону
- Лицар Великого Хреста Ордена Пія IX